# Uwe Rust
Uwe Rust (* 21. Mai 1940 in Magdeburg; † 15. April 2012) war ein deutscher Geograph mit Schwerpunkt der Geomorphologie afrikanischer Wüsten. Er war Professor für Geographie an der Universität München (LMU). Seine Spezialgebiete waren Geomorphologie, Bodengeographie und Klimatologie.

## Werdegang
Rust wurde 1970 unter Hans-Günter Gierloff-Emden an der LMU promoviert und ebendort 1974 habilitiert. 1980 wurde er Professor in München. Er war Mitglied der Geographischen Gesellschaft München. Aufgrund seiner Herkunft betrieb er mit seinem Kollegen Friedrich Wieneke Forschungen zu und Exkursionen nach Norddeutschland. Sein Forschungsschwerpunkt waren Expeditionen zur Geomorphologie der Namib-Wüste, über die er zusammen mit Friedrich Wieneke seine Habilitationsschrift verfasste. Er war weiterhin maßgeblich an der Interuniversitären Namibia-Forschungsgruppe (IUNFG) beteiligt.
An der Physisch-Geographischen Fakultät der LMU hielt Rust unter anderen die Einführungsvorlesungen in Klimatologie sowie Lehrveranstaltungen zu den Süd- und Nordafrikanischen Trockengebieten wie auch Hauptseminare mit Schwerpunkten geomorphologischer Fragestellungen.  